# Geir Ivarsøy
Geir Ivarsøy (27 iunie 1957 – 9 martie 2006) a fost liderul echipei de programatori ai browserului Opera.
La o întâlnire a conducerii firmei din ianuarie 2004, Geir Ivarsøy își anunțase intenția de a demisiona din conducere, cu toate că a rămas activ în continuare în cadrul firmei. A decedat după o lungă suferință, de cancer.